# 記録天使

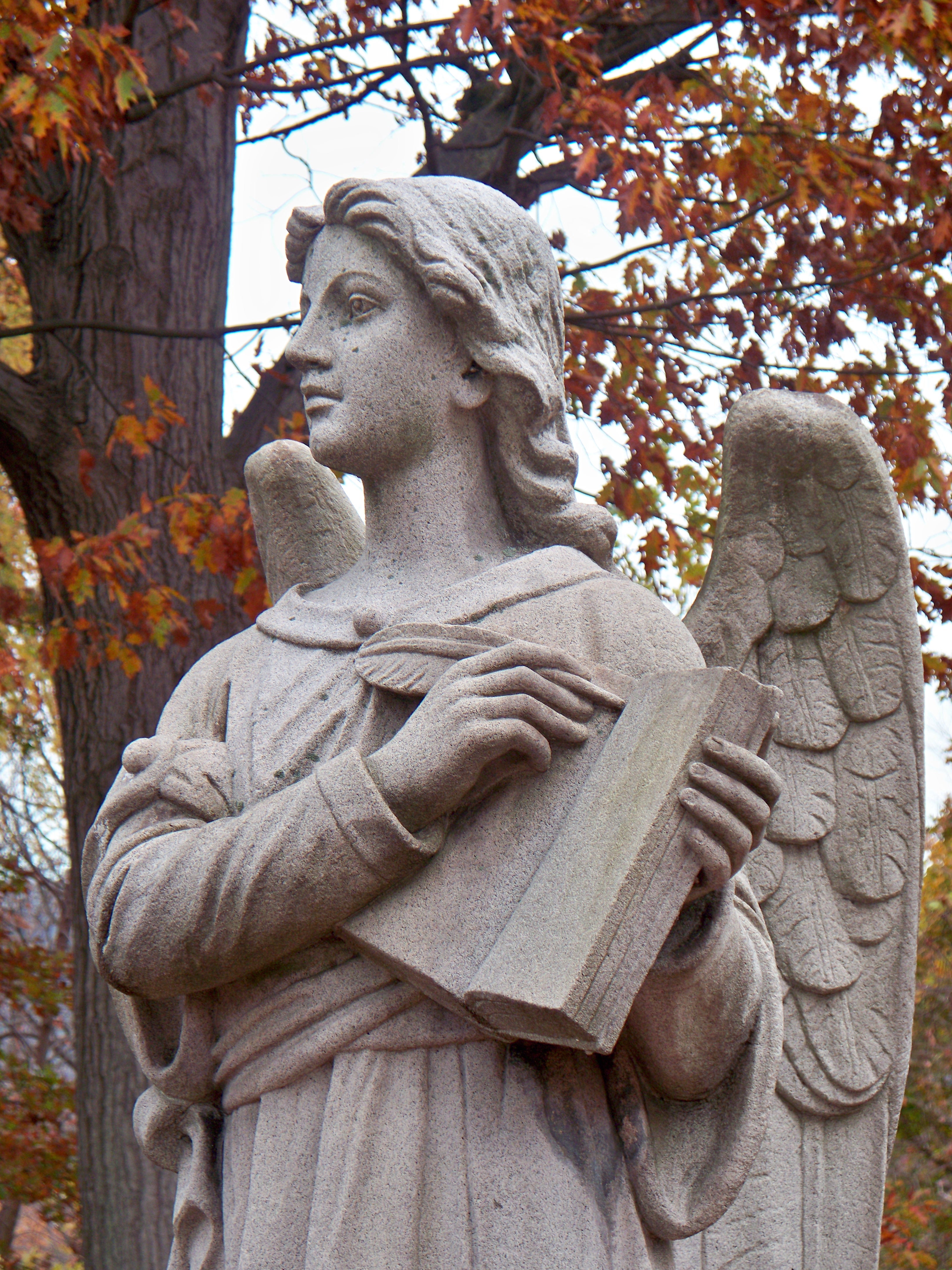

記録天使（きろくてんし、英語:Recording angel）とは、ユダヤ教、キリスト教、イスラム教において、すべての人間の善行や悪行等の行為、祈りを記録するとされる神の使者のこと。
マラキ書の3章16節に、「そのとき、主を畏れ敬う者たちが互いに語り合った。主は耳を傾けて聞かれた。神の御前には、主を畏れ、その御名を思う者のために記録の書が書き記された。」と関連する記述がある。
ユダヤ教においては、天使ガブリエルが主要な記録天使と考えられている。
キリスト教神学においては、ある程度記録天使が守護天使とオーバーラップしており、守護天使が記録天使の役割を担うとされる。